# Leoš Mayer
Leoš Mayer (* 2. červen 1964, Liberec) je disident a signatář Charty 77. Spolu se svojí první manželkou Michaelou Othmani vystupoval proti komunistickému režimu.

## Osobní život

### Dětství
Narodil se 2. června v Liberci, ale vyrůstal v Hrádku nad Nisou. Jako čtyřletý zažil srpnovou invazi vojsk Varšavské smlouvy a pohled na zbourané podloubí vedle liberecké radnice a pásy tanků vryté do silnice v něm zanechaly hlubokou nesmazatelnou stopu. Ačkoliv byl v té době malé dítě, vnímal, že něco není v pořádku.
V roce 1976 běžel v televizi pořad Atentát na kulturu, krátkometrážní dokument, který měl za cíl pošpinit český underground, jmenovitě skupiny The Plastic People of the Universe a DG 307. Mayer bral dokument ve svém věku odlehčeně. Poté se ale dozvěděl o perzekuci zmíněných muzikantů. (O spojitosti tohoto incidentu a Charty 77 zjistil až o mnoho let později.) Právě díky tomuto dokumentu si však uvědomil, že skrze hudbu, ke které měl vždycky blízko, může vyjádřit svůj odpor ke komunistickému režimu, a založil si vlastní rockovou kapelu HRC (Hrádecký rockový cirkus).

### Mládí a podpis Charty 77
Skrz hudbu se potkal i se svou první ženou, Michaelou Othmani. Poznali se v Liberci na taneční zábavě, kde hrála heavy-metalová skupina Autobus, a v roce 1987 se vzali. Leoš Mayer v té době pracoval v dílně libereckého nádraží, kde se seznámil s Jiřím Fajmonem, skrz kterého se dostal k dalším disidentům. Oba manželé poté v únoru 1988 podepsali Chartu 77 v Praze u Petra Uhla a Anny Šabatové. Nedlouho po jejím podpisu si pro manžele přijeli příslušníci StB. Oběma byly v dubnu 1988 založeny Státní bezpečnostní spisy prověřované osoby.

### Pronásledování
Během srpna 1988 byl Mayer, jeho žena a několik dalších signatářů Charty 77 zadrženo a vyslýcháno, přičemž výslechy byly směřovány na akce k 20. výročí okupace Československa, které měli vyslýchaní připravovat nebo propagovat. Mayer nakonec přistoupil na tzv. dobrovolné vydání věcí. StB toho využilo na provedení nezákonné domovní prohlídky, při níž došlo k vydání psacího stroje, amatérsky vyrobeného cyklostylu, různých samizdatových tiskovin a dalších věcí. Při prověřování se zároveň zjistilo, že je členem redakce samizdatového časopisu Nákup, vytiskl nejméně 100 výtisků Charty 77, shromažďuje materiály z let 1968 a 1969 a písemně požádal o členství v International Jazz Federation v Anglii. Z těchto důvodů byl na jeho osobu zaveden signální svazek pod heslem LEOŠ. 5. ledna 1989 byl Mayer za rozmnožování a rozšiřování tzv. nelegálních písemností shledán vinným přestupkem proti veřejnému pořádku, dostal pokutu 500 Kčs a přišel o část odňatých věcí.
Mayer však v rozmnožování a rozšiřování „nelegálních písemností“ pokračoval, a to i přes množství výhružek, např. že není problém, aby se mu cokoliv stalo, ale vypadalo to jako nehoda. Byl i s manželkou zadržen i ve dnech 27.–30. října 1988, zjevně v souvislosti s očekávanými protirežimními akcemi u příležitosti 70. výročí vzniku Československa.
S manželkou byli zadrženi také 21. ledna 1989, kdy vyrazili k hrobu Jana Palacha do jeho rodných Všetat, podobně jako stovky dalších odpůrců totality. Po příjezdu do Všetat ušli jen pár kroků od vlaku, když je napadli a zbili přítomní policisté. Následovalo zadržení a výslech, po kterém StB rozvážela autobusy zadržené po Čechách.

### Sametová revoluce
Manželé Mayerovi se v roce 1989 přidali ke shánění podpisů pro petici Několik vět. Samotné sametové revoluce se nezúčastnili, protože se pár dní před 17. listopadem uchýlili ke známým u Nového Bydžova. Hlavním důvodem bylo těhotenství Mayerovy ženy. Do Liberce se vrátili až v neděli 19. listopadu a o rozehnání demonstrantů na Národní třídě se dozvěděli z rozhlasové stanice Svobodná Evropa. Mayer se však účastnil následných velkých demonstrací v Liberci a doma s manželkou množil a roznášel Lidové noviny a další tiskoviny.

### Po revoluci
V Liberci je Leoš Mayer připomínán tramvajovou zastávkou Rybníček – Zastávka Reného Matouška a dalších libereckých signatářů Charty 77, kde je na pamětní ceduli uvedeno jeho jméno. Zároveň mu byla v roce 2019 udělena Cena Města Hrádek nad Nisou za mimořádný počin spojený s hrdinstvím a odvahou v době totality.